# اچ‌ام‌اس گرتنا (۱۹۱۸)
اچ‌ام‌اس گرتنا (۱۹۱۸) (به انگلیسی: HMS Gretna (1918)) یک کشتی بود که طول آن ۲۳۱ فوت (۷۰ متر) بود. این کشتی در سال ۱۹۱۸ ساخته شد.